# Alnarp
Alnarp is een plaats in de gemeente Lomma in het landschap Skåne en de provincie Skåne län in Zweden. De plaats heeft 75 inwoners (2005) en een oppervlakte van 37 hectare. De plaats op ongeveer één kilometer van de plaats Lomma, Åkarp en de buitenwijken van de stad Malmö. In de plaats is een vestiging van de Zweedse landbouwuniversiteit te vinden, ook is er een hortus botanicus in de plaats, deze is geopend voor iedereen, ook ligt er een in 1862 gebouwd kasteel in het dorp.

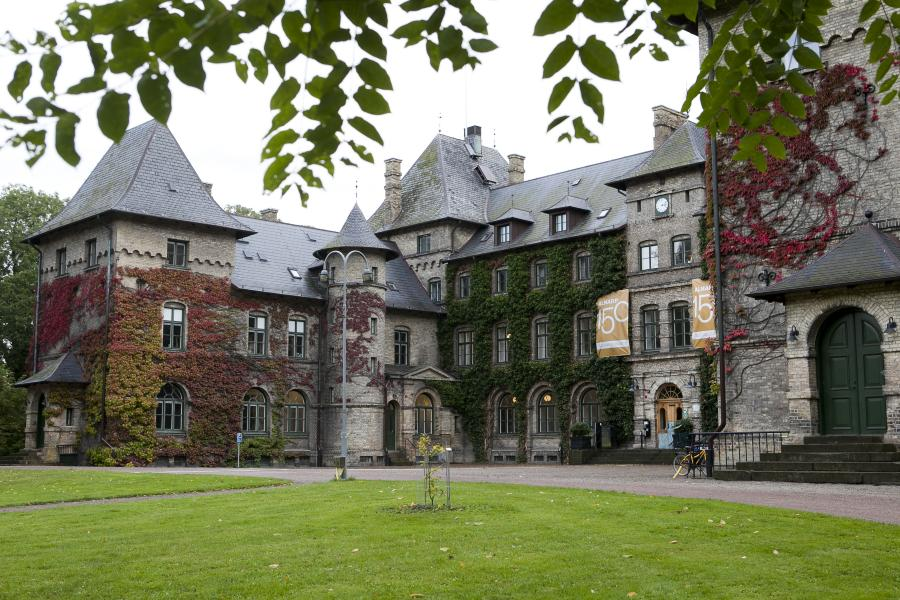
Kasteel van Alnarp
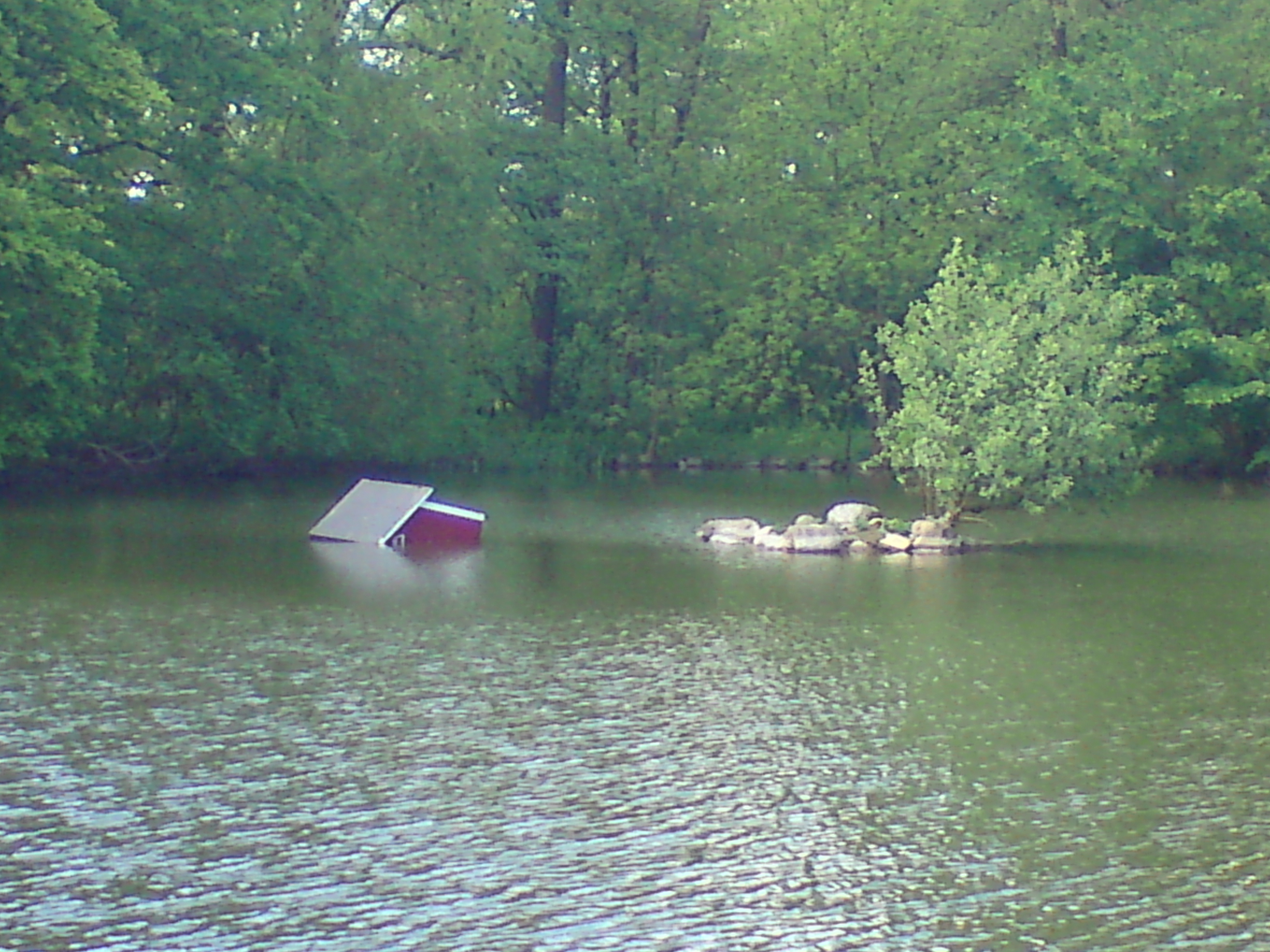
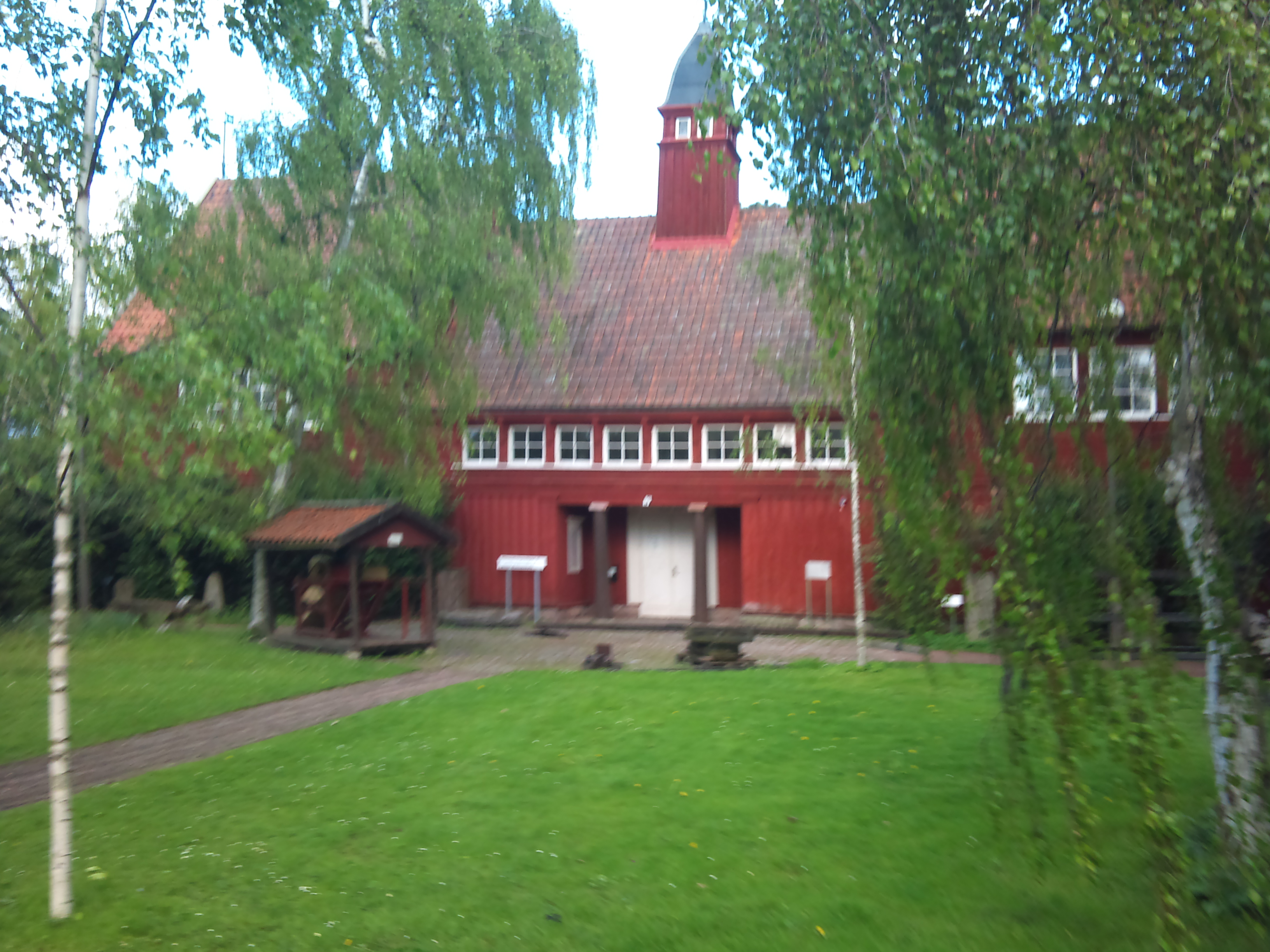

Lomma · Bjärred · Flädie · Fjelie · Alnarp